# Leopold al IV-lea, Margraf al Austriei

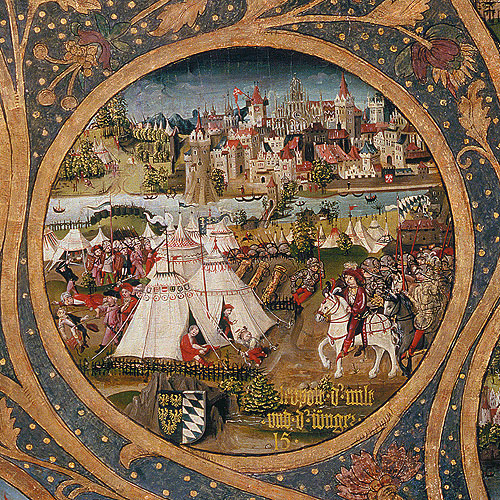
Leopold al IV-lea în asediul de la Regensburg (arborele genealogic al familiei Babenberger, c. 1490, Mănăstirea Klosterneuburg)

Leopold al IV-lea, supranumit cel Generos (n. 1108 – d. 18 octombrie 1141, Niederalteich, Bavaria, Germania), aparținând Casei de Babenberg, a fost margraf al Austriei din 1136 și duce al Bavariei din 1139 până la sfârșitul vieții, sub numele Leopold de Bavaria.

## Biografie
Leopold provenea din familia (numită ulterior Babenberg) margrafilor care guvernau Austria încă din 976 fiind cel de-al treilea fiu al margrafului Leopold al III-lea, supranumit „cel Sfânt”. Prin mama sa Agnes de Waiblingen, fiica împăratului Henric al IV-lea, Leopold se înrudea cu familia Hohenstaufen.
După moartea tatălui său în 1136 Leopold al IV-lea i-a succedat ca margraf al Austriei. Nu se știe de ce el a fost preferat fraților săi mai mari, Adalbert cel Pios (c.1098–1138) și Henric Jasomirgott.
Una dintre primele măsuri ale scurtei sale guvernări a fost „Contractul de schimb de la Mautern” încheiat cu episcopul Reginmar de Passau în 1137. Episcopul a primit Biserica Sf. Petru, cea mai veche biserică parohială din Viena, iar margraful a primit un teritoriu întins în jurul Vienei, cu excepția unei zone din afara zidului orașului unde urma să fie construită o nouă biserică parohială - Catedrala Sfântul Ștefan de astăzi.
Regele Conrad al III-lea, frate vitreg al margrafului cu care avea aceeași mamă, plănuise o reorganizare a relațiilor politice imperiale bazându-se pe frații săi vitregi austrieci în lupta împotriva Welfilor. Conrad l-a înfeudat cu Palatinatul Rinului pe Henric Jasomirgott (fratele mai mare al lui Leopold) și pe Leopold cu Ducatul de Bavaria în 1139 după ce ducatul fusese retras în 1138 ducelui Henric cel Mândru din familia Welfior.
Leopold s-a impus acolo foarte repede primind în Regensburg omagiul nobililor bavarezi. El a fost sprijinit mai ales de episcopi ceea ce se explică prin faptul că fratele său, cronicarul Otto de Freising, devenise episcop de Freising în episcopatul bavarez condus de arhiepiscopul de Salzburg, Conrad I de Abenberg, aflat de partea regelui.
După moartea neașteptată a lui Henric cel Mândru în 1139, Albert I a fugit din Saxonia în primăvara anului 1140 în timp ce Welf al VI-lea, fratele mai mic al lui Henric cel Mândru, se afla în Bavaria și continua lupta împotriva ducelui Leopold al IV-lea. Când Welf al VI-lea l-a forțat pe ducele Leopold în august 1440 să fugă din Bavaria Superioară, Welfii din Bavaria au căpătat avânt. Nici victoria repurtată de regele Conrad al III-lea în lupta de la sfârșitul anului 1140 la Weinsberg împotriva lui Welf al VI-lea, nu a fost decisivă în acest conflict. Regele Conrad și-a dat seama că nu-și putea atinge scopul prin forța armelor și a încercat în anii următori să soluționeze conflictul cu Welfii printr-o inteligentă politică de familie.
Ducele Leopold a murit pe neașteptate în drumul său spre Austria în toamna anului 1141 la Mănăstirea Niederalteich și a fost înmormântat în Mănăstirea cisterciană Heiligenkreuz din Pădurea Vieneză (în Austria Inferioară), care fusese întemeiată de tatăl său în 1133. Moartea sa a deschis calea reorganizării imperiului.
Deoarece Leopold al IV-lea nu avea urmași, fratele său, Henric Jasomirgott, l-a succedat în 1141 ca margraf al Austriei și duce al Bavariei, dar înainte a trebuit să renunțe la Palatinatul Rinului și la minele de sare moștenite de la mama sa, Agnes de Waiblingen.
Leopold al IV-lea s-a căsătorit  în 1138 cu Maria de Boemia, fiica ducelui Soběslav I al Boemiei și a prințesei Adelaida a Ungariei (fiica lui Almos, principele Ungariei și regele Croației, și a Marii Ducese Predslava de Kiev).
După moartea lui Leopold, Maria de Boemia s-a căsătorit în 1142 cu margraful Herman al III-lea de Baden.